# Западный Седан
За́падный Седа́н (фр. Sedan-Ouest) — кантон во Франции, находится в регионе Шампань — Арденны, департамент Арденны. Входит в состав округа Седан.
Код INSEE кантона — 0836. Всего в кантон Западный Седан входит 12 коммун, из них главной коммуной является Седан.
Кантон был образован в 1973 году.

## Коммуны кантона
| Коммуна            | Население, чел. (1999) | Почтовый индекс | Код INSEE |
| ------------------ | ---------------------- | --------------- | --------- |
| Босваль-э-Брианкур | 403                    | 08350           | 08072     |
| Вадленкур          | 526                    | 08200           | 08494     |
| Виллер-сюр-Бар     | 235                    | 08350           | 08481     |
| Вринь-о-Буа        | 3 668                  | 08350           | 08491     |
| Доншри             | 2 393                  | 08350           | 08142     |
| Нуайе-Пон-Можи     | 712                    | 08350           | 08331     |
| Седан              | 6 631                  | 08200           | 08409     |
| Сен-Манж           | 996                    | 08200           | 08391     |
| Сент-Эньян         | 150                    | 08350           | 08377     |
| Телон              | 260                    | 08350           | 08445     |
| Шевёж              | 419                    | 08350           | 08119     |
| Шеэри              | 142                    | 08350           | 08114     |

## Население
Население кантона на 1999 год составляло 16 076 человек.
| 1962 | 1968 | 1975 | 1982 | 1990   | 1999   | 2006 | 2007 | 2008 |
| ---- | ---- | ---- | ---- | ------ | ------ | ---- | ---- | ---- |
| —    | —    | —    | —    | 16 535 | 16 076 | —    | —    | —    |